# August Robert Friese
 August Robert Friese  (* 28. April 1805 in Dresden; † 7. November 1848 in Leipzig) war ein deutscher Verleger und Buchhändler, der vornehmlich in Leipzig tätig war.

## Leben und Wirken
Als einziger Sohn von Carl August Friese, der 1803 einen Musikverlag in Pirna gründete, besuchte August Friese bis zu seinem 14. Lebensjahr das Institut des Magisters Döring. Danach machte er eine kaufmännische Lehre bei der Materialhandlung Seelig in Pirna, wo er danach noch ein Jahr als kaufmännischer Angestellter arbeitete. Seine Interessen galten aber mehr dem Buchhandel, zu diesem Zweck trat er 1825 in das Geschäft des Buchhändlers Ernst Kollmann in Leipzig ein. Um weitere Erfahrung im Buchhandel zu sammeln, arbeitete er danach noch als Auszubildender bei dem Buchhändler Carl Cnobloch. Seine Wanderjahre führten ihn nach Kassel und Marburg, um dann wieder nach Leipzig zurückzukehren. 1828 übernahm er die Buchhandlung seines Vaters in Pirna und eröffnete gleichzeitig in Dresden eine Musikalienhandlung unter seinem Namen A. R. Friese.
Am 17. Juli 1828 heiratete er Auguste Sophie Cäcilie Friese geborene Schulze (* 1. September 1806 in Leipzig, Sterbedatum unbekannt).
Nachdem er in Dresden Erfahrung als Verlagsbuchhändler gesammelt hatte, kehrte er am 9. September 1833 mit seiner Familie nach Leipzig zurück und gründete eine Verlags- und Sortiments-Buchhandlung. Im Juli 1837 kaufte Friese Robert Schumanns Neue Zeitschrift für Musik. Neben seinem Beruf beschäftigte er sich mit Politik und lernte Robert Blum kennen. Aus Freundschaft zu Blum übernahm er 1841 die buchhändlerische Kommission der Sächsischen Vaterlands-Blätter. Am 1. August 1847 beteiligte er sich als Gesellschafter an der neuen Verlagsbuchhandlung von Robert Blum & Compagnie.
In den Märztagen des Jahres 1848, als die politischen Unruhen in Leipzig ihren Anfang nahmen, bekam er bei einer der vielen Volksveranstaltungen, die er alle bis in die Nacht besuchte, eine Lungenentzündung. Von dieser Krankheit erholte er sich nicht mehr und starb am 7. November 1848. Zwei Tage danach wurde Robert Blum als Revolutionär in Brigittenau bei Wien erschossen. Robert Friese hinterließ eine Witwe und sechs Kinder.
Am 1. Juni 1860 übersiedelte Frieses Witwe nach Dresden, ihr weiteres Schicksal ist nicht bekannt.